# Alien Kulture
Alien Kulture (anglès: "cultura forana o estrangera") va ser un grup punk britànic actiu des de 1979 a 1981, fundat a Wimbledon (Regne Unit) per Ausaf Abbas, Azhar Rana, Pervez Bilgrami i Huw Jones, que s'autodescrivia com a "blanc per a la galeria". Inspirats pel moviment punk en marxa durant aquells anys, l'Anti-Nazi League i les sèries de concerts de Rock Against Racism, aquest grup pretenia expressar la frustració dels immigrants de segona generació provinents de les ex-colònies asiàtiques del Regne Unit durant un període caracteritzat per la seva gran tensió ètnica, que inclogué disturbis racials. Els membres d'aquest grup van trobar en la música un espai on aconseguir políticament tot allò que era de limitat reconeixement en les manifestacions, i en el seu rerefons ètnic pakistanès i musulmà la possibilitat de promoure una presència asiàtica en la cultura pop. El seu nom reflecteix la por racista del govern de Margaret Thatcher (recentment elegit) de "ser engolits per persones de cultura diferent".
Amb la voluntat d'expressar-se com a joves atrapats entre dues cultures, van escriure temes sobre el racisme i qüestions problemàtiques dins la pròpia comunitat asiàtica, com els matrimonis pactats, el qual els va provocar patir atacs tant de part de neonazis que donaven suport al National Front com d'altres asiàtics que opinaven que estaven donant una mala imatge de la seva comunitat. El grup va acabar traient un àlbum LP i un senzill, Culture Crossover / Asian Youth, que va ser editat per la discogràfica de Rock Against Racism. Van aconseguir el suport de John Peel, el famós DJ de la BBC, qui digué que emetria la seva música en directe no només perquè eren asiàtics sinó també perquè li agradava la seva música. Malgrat això, van ser majoritàriament ignorants pels mitjans de comunicació i el grup va acabar sentint que la seva música no tindria l'efecte polític que esperaven. Van refusar una invitació de tocar a l'estadi de Coventry com a protesta pel fitxatge racial per part de la policia, ja que Ausaf i Azhar podrien haver tingut problemes abans dels seus exàmens a la London School of Economics i van acabar cancel·lant el grup després de només trenta concerts.
Avui en dia, Huw Jones treballa en la indústria sense voluntat de lucre de Leeds. Pervez Bilgrami té una agència de col·locació amb la seva dona. Azhar Rana és membre d'una empresa de comptabilitat i Ausaf Abbas és assessor financer.